# كاري دايسن
كاري دايسن (بالنرويجية البوكمول: Kari Diesen)‏ هي مغنية وممثلة نرويجية، ولدت في 26 يونيو 1914 في كريستيانية ‏ في النرويج، وتوفيت في 18 مارس 1987 في أوسلو في النرويج. من الجوائز التي نالتها Leonard Statuette ‏ سنة 1971.

## جوائز
- Leonard Statuette [الإنجليزية]‏ (1971)

## وصلات خارجية
- كاري دايسن على موقع IMDb (الإنجليزية)
- كاري دايسن على موقع ميوزك برينز (الإنجليزية)
- كاري دايسن على موقع ديسكوغز (الإنجليزية)
- كاري دايسن على موقع قاعدة بيانات الفيلم (الإنجليزية)